# The Naughty Nineties
The Naughty Nineties este un film de comedie american din 1945. În rolurile principale joacă actorii Bud Abbott și Lou Costello.

## Distribuție
- Bud Abbott
- Lou Costello
- Alan Curtis
- Rita Johnson